# Ticrapo (distrito)
Ticrapo é um distrito do Peru, departamento de Huancavelica, localizada na província de Castrovirreyna.
Ticrapo é o berço de Lina Medina.

## Transporte
O distrito de Ticrapo é servido pela seguinte rodovia:
- PE-26A, que liga o distrito de Arma à cidade de Castrovirreyna
- PE-28D, que liga o distrito de Huancano (Região de Ica) à cidade de Huancavelica (Região de Huancavelica) [1][2][3]